# Jason Thompson (ator)
Jason Craig Thompson (St. Albert, 20 de novembro de 1976) é um ator canadense. Ele é mais conhecido como o neurocirurgião Dr. Patrick Drake em General Hospital e Billy Abbott na soap opera The Young and the Restless da CBS.